# Брезниця-под-Лубником
Брезниця-под-Лубником (словен. Breznica pod Lubnikom) — поселення в общині Шкофя Лока, Горенський регіон, Словенія. Висота над рівнем моря: 696,2 м.